# Швапско-немачки културни савез
Швапско-немачки културни савез, или само Културбунд, била је организација Немаца у Краљевини Југославији која је у току Другог светског рата помагала окупатору и пропагирала немачки национал-социјализам.

## Историја
Ова Немачка организација основана је 20. јуна 1920. године у Новом Саду а оснивачи су били Јохан Кекс (Johann Keks, 1885—1944), Георг Грасл (Georg Grassl, 1865—1948), Штефан Крафт (Stefan Kraft, 1884—1959) и Петер Хајнрих (Peter Heinrich). Културбунд је био почетно замишљен као неполитичка организација која делује на подручју целе Краљевине Југославије, а имао је за циљ да чува и развија немачку културу и језик.  Занимљиво је да је ова организација била замишљена по узору на предратну српску организацију из Аустроугарске „Просвјета“ која је основана у Сарајеву 1902. године и која је бринула о писмености Срба у Босни и Херцеговини.
Организација је као своје задатке прецизирала ширење књига, уметничких дела, музикалија и филма међу немачком националном мањином, отварање књижница и подстицање њиховог рада, отварање васпитних и просветних установа, организацију предавања, бригу о школовању немачких учитеља и свештеника, неговање немачког језика и друго што је чинило духовне, етичке, моралне, друштвене и културне потребе немачке мањине и њено здравствено просвећивање. За првог генералног секретара Културбунда изабран је др Георг Грасл, народни посланик, сенатор и председник Немачке школске задужбине. Он је од 1930. године био почасни председник Културбунда. Након оснивања у Новом Саду, широм Краљевине Југославије у местима у коме Немци живе у већини ничу месне организације Културбунда.
Културбунд је био без посебног утицаја на живот Краљевине све док је касних тридесетих година успон Хитлерове Националсоцијалистичке радничке партије у њеним редовима није претворио у главно упориште немачке политике и обавештајног деловања у Краљевини. Такође, у обавештајном и организационом смислу, Немачка је према својој мањини наступала у два колосека: у јавности коректно и у складу са претходним односима две државе, а тајно у складу са стратегијама немачке политике и развојем немачке експанзије у Европи.

## Забране Културбунда
Организација Културбунда је први пут забрањена на интервенцију министра просвете Светозара Прибићевића, растурана је у априлу 1924, па је 11. новембра 1924. године заплењена имовина са образложењем да је прекорачено овлашћење организације и да се она почела бавити политичким питањима за шта није регистрована код власти. Министар унутрашњих послова Божидар Максимовић издао је наредбу 12. јануара 1927. године да је одобрена делатност и рад Културбунда.
Увођењем диктатуре краља Александра, 6. јануара 1929. године, обележио је обустављање рада свих политичких и национално обојених организација (осим оних које су пропагирале југославенство), те је накратко замрла и делатност немачког Културбунда. Поновни наставак деловања Културбунда је одобрен 20. августа 1930. године, а нови Статут надлежни су верификовали 14. априла 1931. године.

## Политичка превирања у Културбунду
Период од 1934. до 1939. године рад и живот Културбунда карактерише унутрашња политичка борба између националистичких присталица Покрета за обнову и старог руководства Културбунда. Та борба је испочетка вођена на идејно политичкој оријентацији, касније се протегла на стратешко-тактичка питања политичког деловања Културбунда, које се све више приклањало политици Трећег рајха. У ту борбу сукоба генерација и борбе за власт, постепено, али све непосредније се укључује надлежне установе и организације немачког Рајха, што доводи до процеса продирања и превладавања национал-социјалистичке идеологије у редове бачких Немаца.
До превирања и појаве Покрета обнове у Културбунду, дошло је одмах после доласка Хитлера на власт у Немачкој, а носиоци Покрета су били млађи интелектуалци на челу са др Јакобом Авендером (зубаром по професији), који су претежно студирали у Немачкој, тамо васпитани, напајали нацизмом и примљени у Национал-социјалистичку партију. Циљ покрета је био да се путем тактичког понашања Културбунда, немачка национална мањина у Југославији претвори у национал-социјалистичку народну заједницу, која ће у склопу Трећег рајха играти улогу предстраже на овом простору. Борба у руководству Немаца која ће трајати доста дуго, окончана је када је на предлог Фолксдојче мителштеле, 18. и 19. маја 1939. године у Грацу изабран за новог председника Културбунда др Сеп Јанко адвокатски приправник из Зрењанина, који се школовао у Немачкој.

## Други светски рат
За време Априлског рата, припадници Културбунда су деловали као пета колона. Након немачке окупације, Културбунд постаје стожер фолксдојчера који су се, у великом броју, ставили у службу Трећег рајха.